# Bảo tàng Cổ vật Cung đình Huế
Bảo tàng Cổ vật Cung đình Huế là một viện bảo tàng trực thuộc sự quản lý của Trung tâm bảo tồn di tích cố đô Huế. Tòa nhà chính của viện bảo tàng bằng gỗ, có 128 cây cột gỗ quý, trên các cột có hình chạm khắc tứ linh: long - li - quy - phụng và hơn 1000 bài thơ bằng chữ Hán. Tòa nhà này chính là điện Long An xây năm 1845 dưới thời vua Hiến tổ nhà Nguyễn, niên hiệu là Thiệu Trị. Hiện bảo tàng trưng bày hơn 300 hiện vật bằng vàng, sành, sứ, pháp lam Huế, ngự y và ngự dụng, trang phục của hoàng thất nhà Nguyễn, cho khách tham quan một cái nhìn tổng thể về cuộc sống cung đình Huế.

## Lịch sử
Nhà trưng bày chính của Bảo tàng Cổ vật cung đình Huế là một kiến trúc cung đình thời Nguyễn, có tên là Điện Long An. Điện Long An là một toà nhà thuộc hệ thống kiến trúc cung Bảo Định, được xây dựng năm 1845 dưới thời vua Thiệu Trị, nằm ở bờ bắc sông Ngự Hà trong Kinh thành.
Đây là một dạng "biệt cung" của vua Thiệu Trị, là nơi nghỉ của vua sau lễ Tịch điền (cày ruộng) đầu xuân ở khu ruộng gần đó; điện cũng là nơi phục vụ cho nhà vua tới thưởng ngoạn, vui chơi, tiêu khiển mỗi khi rời khỏi Hoàng thành.
Năm 1847, vua Thiệu Trị thăng hà. Từ đó, hệ thống cung Bảo Định được vẫn được giữ nguyên để thờ vua. Sau sự kiện thất thủ Kinh thành 1885, đến thời vua Thành Thái (1889-1907), vì những lý do khác nhau, một số kiến trúc ở cung Bảo Định cùng điện Long An bị triệt giải. Năm 1909, dưới thời vua Duy Tân, điện Long An được dựng lại làm thư viện cho trường Quốc Tử Giám - nằm bên trái, phía ngoài Hoàng Thành. Khi đó kiến trúc này có tên mới là Tân Thơ Viện.
Trong khoảng thời gian từ 1913-1923, Hội Đô Thành Hiếu Cổ ở Huế đã hoạt động tích cực và sưu tầm được nhiều hiện vật có giá trị cao về lịch sử và văn hoá ở vùng đất Thuận Hoá – Phú Xuân - Huế. Do đó, Hội có nhu cầu lưu trữ và trưng bày các hiện vật. Tân Thơ Viện mà tiền thân là điện Long An đã lọt vào mắt xanh của Hội Đô Thành Hiếu Cổ.
Ngày 24/8/1923, những nỗ lực của Hội đã dẫn đến việc Khâm sứ Trung Kỳ Pierre Pasquier và vua Khải Định cùng ban sắc lệnh thành lập bảo tàng và dùng toà nhà đó làm nhà trưng bày hiện vật của Hội Đô Thành Hiếu Cổ.
Năm 1947, Pháp tái chiếm Huế và tái lập nền đô hộ tại đây, "Musée Khải Định" được đổi tên là Tàng Cổ Viện. Năm 1958, dưới chế độ Việt Nam Cộng Hoà, nó mang tên là Bảo tàng Huế và hiện này có tên là "Bảo tàng Cổ vật cung đình Huế"
Hiện nay, Bảo tàng cổ vật Cung đình Huế nằm trên đường Lê Trực, phường Thuận Thành, thành phố Huế. Đây là một di tích quan trọng nằm trong Quần thể di tích cố đô Huế được UNESCO công nhận là di sản văn hoá thế giới năm 1993. Di tích cũng được xếp hạng cấp quốc gia năm 1997.

## Hiện vật
Bảo tàng Cổ vật cung đình Huế là nơi lưu giữ nhiều nhất, đầy đủ nhất những hiện vật ghi dấu về triều Nguyễn và cuộc sống vương triều xưa; một thủa vàng son nay đã trở thành ký ức. Mặc dù trải qua chiến tranh, cùng những biến động chính trị xã hội; rất nhiều cổ vật đã bị mất mát, thất thoát. Bảo tàng hiện đang lưu giữ và trưng bày khoảng 9.000 cổ vật cung đình triều Nguyễn, gần 100 cổ vật Champa và quản lý gần 3.000 cổ vật khác đang trưng bày tại các cung điện, lăng tẩm, miếu vũ thuộc quần thể di tích cố đô Huế.
Bảo tàng có những sưu tập cổ vật giá trị như: sưu tập vạc đồng thời chúa Nguyễn, sưu tập đồ sứ ký kiểu thời Nguyễn, sưu tập pháp lam Huế, sưu tập trang phục cung đình triều Nguyễn, sưu tập đồ gỗ sơn son thếp vàng thời Nguyễn, sưu tập nhạc cụ của Nhã nhạc cung đình Huế, sưu tập súng thần công... trong đó có nhiều cổ vật đã được công nhận là Bảo vật quốc gia của Việt Nam.
Các cổ vật quý giá này phong phú về chủng loại, chất liệu; phần lớn có niên đại trong giai đoạn triều Nguyễn (1802-1945) và thời các chúa Nguyễn trước đó; một số có liên quan đến triều Nguyễn hay vùng địa lý Phú Xuân - Huế. Các cổ vật này được phân mục thành gần 17 bộ sưu tập.
Là một bảo tàng chứa đựng một số lượng hiện vật khổng lồ về triều đại phong kiến cuối cùng ở Việt Nam, Bảo tàng Cổ vật cung đình Huế cho khách tham quan có được cái nhìn tổng thể về cuộc sống của vương triều Nguyễn ở cung đình Huế trong quá khứ; sự thăng trầm, biến thiên của lịch sử; văn hoá Huế cũng như sự giao lưu - tiếp biến văn hoá ở Huế nói riêng và Việt Nam nói chung trong một giai đoạn lịch sử có nhiều biến động.
Phần nhiều cổ vật ở Bảo tàng Cổ vật cung đình Huế là các sản phẩm mỹ nghệ do các nghệ nhân thuộc hàng "bàn tay vàng" chế tác theo lệnh của triều đình, hoặc các sản phẩm đặt hàng nước ngoài (Trung Quốc hoặc châu Âu)... vì vậy thuộc loại "hàng độc", quý hiếm, có những thứ là độc bản - không có cái thứ hai.
Trong khuôn viên bảo tàng này, còn có một nhà kho khác tàng trữ hơn 80 hiện vật Chàm được sưu tầm tại vùng châu Ô, châu Lý ngày xưa, và mang ra từ Trà Kiệu trong những cuộc khai quật khảo cổ học tại đó vào năm 1927. Riêng các hiện vật Chàm đã từng được những nhà nghiên cứu đánh giá là những di sản văn hóa quy hiếm.

## Khu trưng bày chuyên đề

### Đồ dệt
Trong bảo tàng, đồ dệt có vai trò hết sức quan trọng, phản ánh đời sống, sinh hoạt của người dân thời vương triều và là một minh chứng cho một thời kỳ lịch sử. Nó phản ánh một thời kỳ vàng son của vương triều và là một trong những tiêu bản sống phản ánh nghề dệt truyền thông của người Việt trong một giai đoạn lịch sử.

### Trò chơi vương giả
Huế là kinh đô của Việt Nam dưới triều Nguyễn là nơi ăn ở và làm việc của vua quan và là nơi diễn ra những trò chơi tiêu khiển. Trò chơi của vua quan và giới thượng lưu bấy giờ rất phong phú, đến đời vua Bảo Đại xuất hiện thêm rất nhiều trò chơi mang phong cách Tây Âu. Trong đó, Bảo Đại và Tự Đức có một trò chơi rất đặc biệt và hai ông rất giỏi trò chơi đầu hồ này.
Ở Huế hiện còn lưu giữ ít nhất 5 bộ đầu hồ. Trong đó, 4 bộ là cổ vật thuộc Bảo tàng Cổ vật Cung đình Huế; bộ còn lại là trân bảo của phủ thờ Ngọc Sơn công chúa, con vua Đồng Khánh. Đáng chú ý là sưu tập các bộ đầu hồ ở Bảo tàng Cổ vật Cung đình Huế, bởi chúng rất đa dạng về chất liệu và hình dáng.

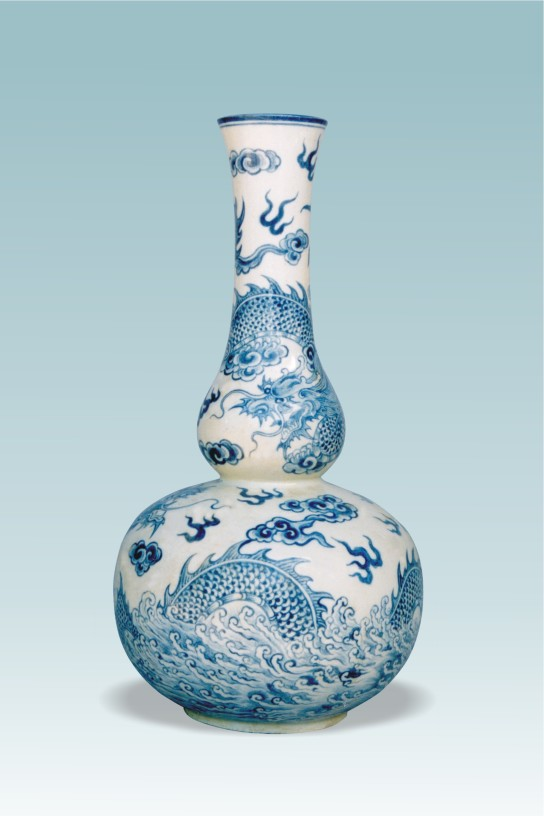
Đầu hồ bằng sứ ký kiểu triều Nguyễn.
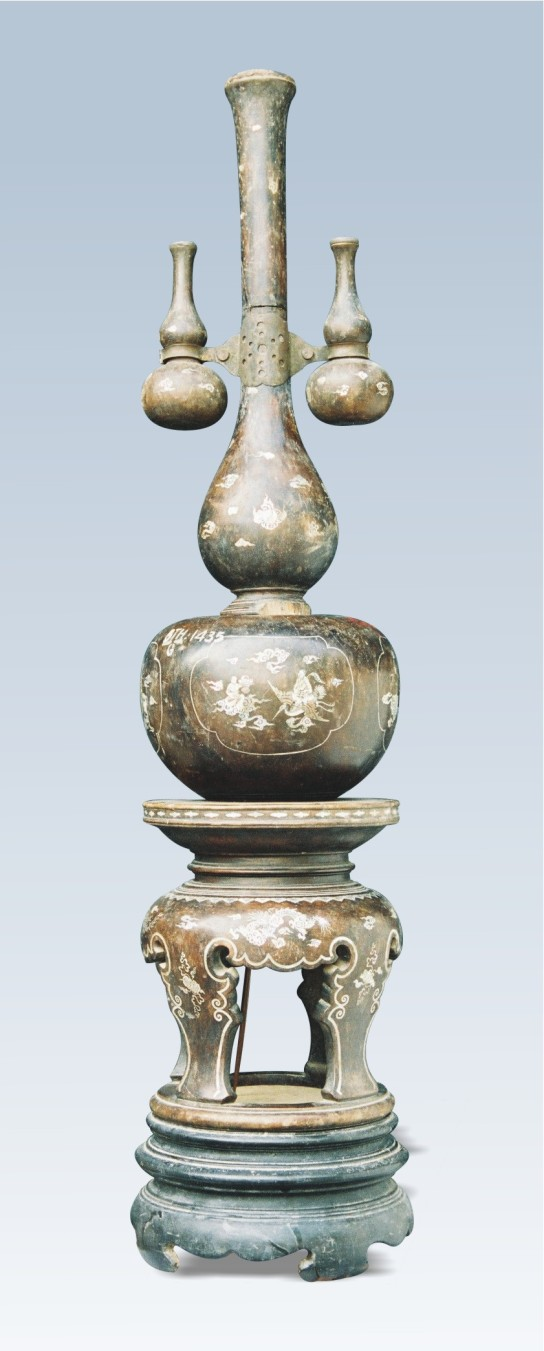
Đầu hồ bằng gỗ khảm xà cừ triều NguyễnHuế.
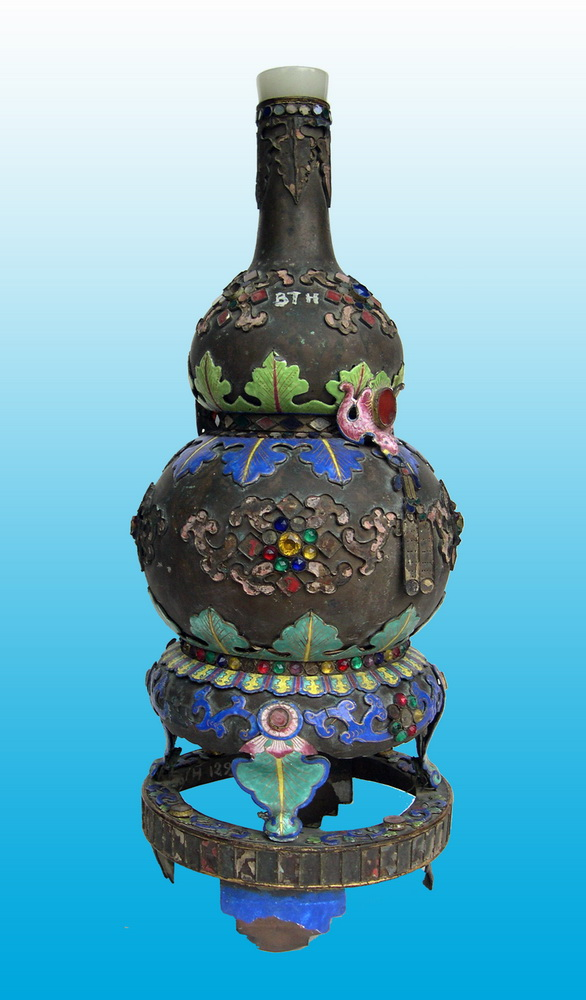
Đầu hồ bằng pháp lam nạm ngọc triều Nguyễn.

### Trang phục vua chúa triều Nguyễn

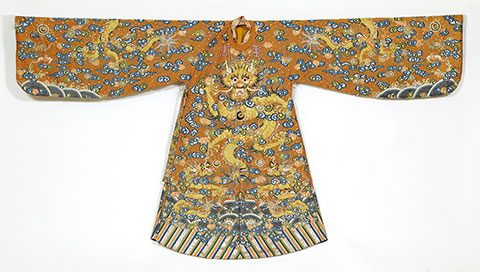
Long bào của vua

Trang phục của các bậc vua chúa nhà Nguyễn cũng có nhiều loại và mỗi loại lại có tên gọi riêng, màu sắc riêng và chỉ mặc trong những dịp cụ thể. Các thứ ấy có thể phân thành các nhóm: trang phục thiết đại triều, trang phục thiết thường triều, trang phục nghi lễ và thường phục. Mỗi nhóm bao gồm: áo, mũ, đai, quần, hốt, giày ủng, hia hài... được may theo cách thức riêng, có tên gọi riêng và có màu sắc hoa văn khác nhau. Hiện nay trong Bảo tàng Mỹ thuật Cung đình Huế còn khá đầy đủ về các trang phục của vua chúa triều Nguyễn. Khoảng 100 bộ áo quần của các vua chúa, hoàng hậu, hoàng tử, quan lại, lính tráng cũng đang còn được lưu giữ ở kho đồ vải.

### Cổ vật trong các di tích triều Nguyễn
Ngoài Bảo tàng Mỹ thuật Cung đình Huế, Huế là nơi tập trung nhiều nhất những cổ vật của triều Nguyễn, các di tích như: lăng Thiệu Trị, lăng Tự Đức, lăng Đồng Khánh, lăng Khải Định, Thế Tổ miếu, điện Thái Hòa, điện Huệ Nam, Nhà lưu niệm bà Từ Cung... là những nơi đang thờ tự và trưng bày những cổ vật quý giá nhất của triều đại này.

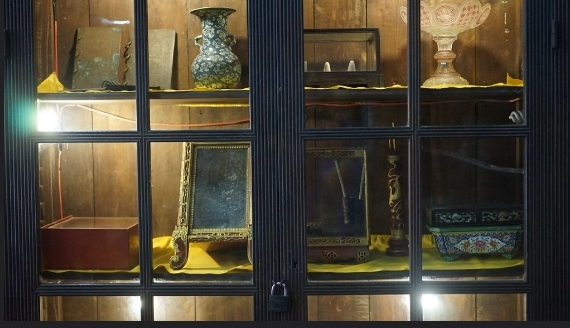
Tủ kính trong lăng Tự Đức
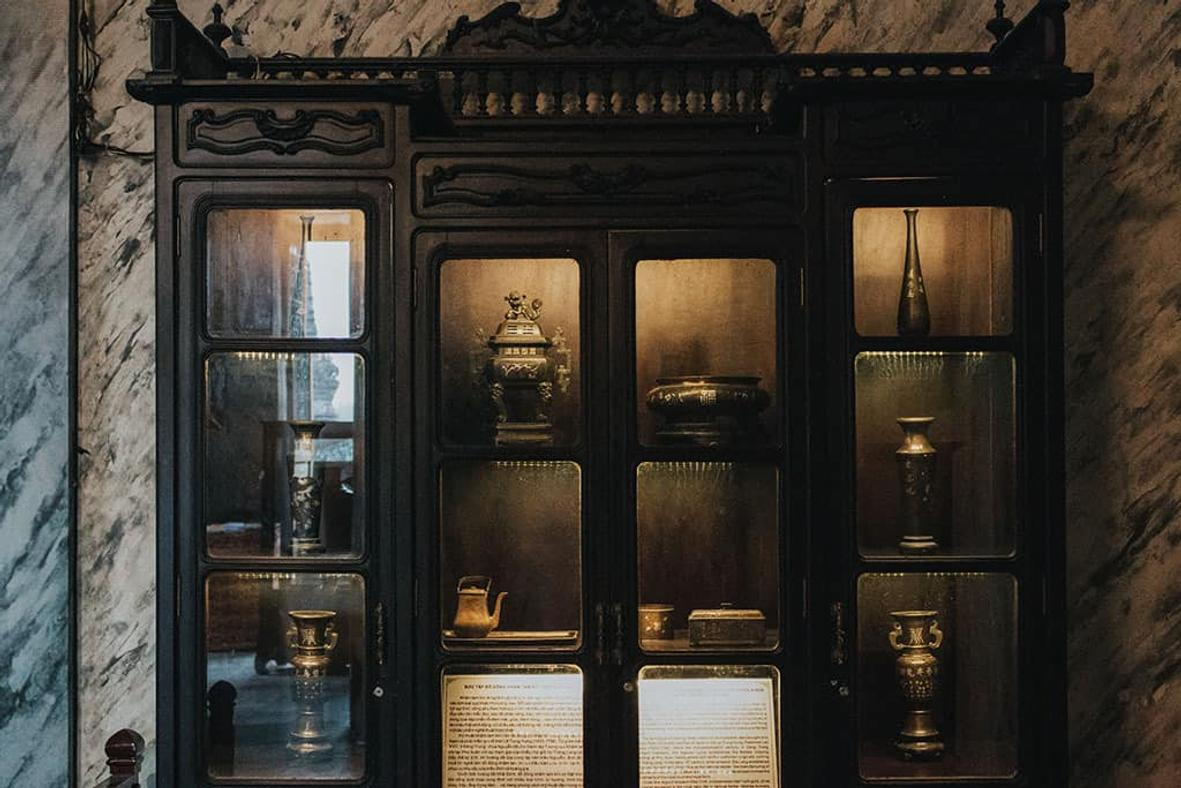
Tủ kính trong lăng Khải Định

### Bộ sưu tập gốm sứ
Với hơn 3700 hiện vật, bộ sưu tập gốm sứ của Bảo tàng Mỹ thuật Cung đình Huế (BTMTCĐ Huế) tương đối phong phú về thể loại và đóng vai trò quan trọng trong toàn bộ đồ gốm sứ còn được bảo tồn tại Việt Nam. Sưu tập gốm sứ tại Bảo tàng này rất đa dạng, bao gồm các loại gốm mộc, gốm men ngọc và gốm hoa nâu thời Lý-Trần (thế kỷ XI-XIV), gốm hoa lam thời Lê (thế kỷ XVI-XVII), gốm thời Mạc (thế kỷ XVI), gốm trang trí thời Nguyễn (thế kỷ XIX – đầu thế kỷ XX), gốm sứ Trung Hoa thời Minh – Thanh (thế kỷ XIV – đầu thế kỷ XX) và gốm sứ Pháp.
Sự phong phú còn được thể hiện trên phương diện kiểu dáng và loại hình trong một tiến trình lịch sử gần 10 thế kỷ. Đặc biệt BTMTCĐ Huế có một sưu tập đồ sứ Trung Quốc đồ sộ, chủ yếu là đồ sứ men trắng vẽ lam thời Minh – Thanh (cuối thế kỷ XIV – đầu XX), mà người Trung Hoa vẫn gọi là Thanh Hoa. Nguồn cổ vật này phần lớn được sản xuất từ các địa phương Giang Tây, Quảng Đông và Phúc Kiến (Trung Quốc). Sự hiện diện của chúng trong Bảo tàng này có lẽ từ con đường ngoại giao (vật ban tặng, ký kiểu) và thương mại (do vua chúa Việt Nam và quan lại trong nước mua về từ Trung Quốc để phục vụ cho các nhu cầu của cung đình), đồ sứ ký kiểu dưới triều Nguyễn rất phong phú về số lượng và loại hình. Những hiện vật này được ký kiểu trải dài theo tiến trình ký kiểu dưới triều Nguyễn, từ lần ký kiểu đầu tiên với hiệu đề Giáp tý niên chế đến lần ký kiểu cuối cùng với loài đồ sứ có hiệu đề Khải Định giáp tý niên tạo và rải đều dưới tất cả các triều vua có ký kiểu đồ sứ chứ không tập trung vào một triều vua nào.
Đồ sứ ký kiểu thời Nguyễn ở Bảo tàng này đa dạng về tất cả các loại hình: đồ trang trí, đồ sinh hoạt, đồ nghi lễ, tế tự, cũng như phong phú đối tượng sử dụng: ngự dụng, quan dụng, dân dụng. Đặc biệt nhóm đồ sứ trang trí có rất nhiều hiện vật thuộc loại lớn như đôn, chậu, thống... vốn là vật trang trí ở các sân chầu, cung điện. Trong khi đó lại hiếm vắng tranh tượng trang trí.
Đối với nhóm đồ sứ sinh hoạt, hiện vật trong BTMTCĐ Huế chủ yếu là đồ dùng cho nhu cầu ăn uống, rất hiếm đồ trà. Đây là điều trái ngược hoàn toàn với các sưu tập tư nhân và các bảo tàng khác trong nước. Các nhà sưu tập khi bắt đầu chơi cổ ngoạn thường sưu tầm các món đồ nhỏ, rẻ tiền rồi sau đó mới tiến tới sưu tầm các cổ vật lớn, quý hiếm và đắt tiền. Trong khi đó, nguồn đồ sứ ký kiểu tại BTMTCĐ Huế có nguồn gốc trực tiếp từ cung đình Huế, đặc biệt là do di chuyển, tiếp nhận từ các lăng tẩm, cung điện nên phong phú về chủng loại, nhất là các hiện vật có kích thước lớn. Trong lịch sử tồn tại của mình, một số cổ vật của BTMTCĐ Huế đã thất thoát do chiến tranh và mất cắp, cũng như do những nhân vật có thế lực trong chính quyền cũ lấy đi vào các thời điểm éo le của lịch sử như 1947, 1968, 1972... Họ đã chọn những cổ vật nhỏ nhưng quý hiếm để mang đi cho thuận tiện. Kết quả là nguồn cổ vật nhỏ ở đây không nhiều và quý bằng nguồn cổ vật có kích thước lớn.
Ngoài nguồn đồ sứ có gốc gác từ cung đình Huế với các món đồ ngự dụng đề rõ niên hiệu các vua Nguyễn như Minh Mạng niên chế, Thiệu Trị niên tạo, Thiệu Trị niên chế, Tự Đức niên tạo... với các mô típ trang trí đặc trưng cho sự quyền quý, cho ngôi vị đế vương như tứ linh, bát bửu, được sưu tập và tàng trữ một cách tất yếu, nơi đây còn có những đồ sứ quan dụng, vốn chỉ có ở các quan phủ, vương phủ, không hiểu sao lại góp mặt trong Bảo tàng này. Đó là các hiện vật có hiệu đề:'Đặng Huy công từ, Tự Đức mậu thìn trung thu Đặng Quý từ đường do Đặng Huy Trứ mang về năm 1868... hay các hiện vật vẽ tích Mai hạc với hai câu thơ chữ Nôm tương truyền là do thi hào Nguyễn Du ứng tác: Nghêu ngao vui thú yên hà. Mai là bạn cũ, hạc là người quen. Chính điều này đã khiến cho sưu tập đồ sứ ký kiểu nơi đây thêm đa dạng và hấp dẫn.
Do có số lượng lớn nên sưu tập đồ sứ ở BTMTCĐ Huế có rất nhiều hiện vật độc đáo và qúy hiếm. Ở đây lưu giữ được hai hiện vật có hiệu đề Giáp tý niên chế – một chiếc tô do ông Hy Bách ở thành phố Hồ chí Minh hiến tặng và một chiếc đĩa có gốc gác từ thuở Bảo tàng mới khai sinh. Loại hiện vật ký kiểu có hiệu đề này, hiện nay giới sưu tập và giới chuyên môn chỉ biết không quá đầu ngón tay. Ở đây còn có những hiện vật sứ được coi là độc nhất vô nhị, vô tiền khoáng hậu như chiếc đầu hồ bằng sứ vẽ rồng năm móng mang những đặc trưng rất Huế và rất Nguyễn, hay bộ đĩa ba cái trang trí các đồ án phượng hoàng. Đặc biệt, có những hiện vật như loại tô vẽ phong cảnh ngã ba Bằng Lãng (trước lăng Minh Mạng) có đề bài thơ chữ Nôm Một thức nước in trời, đáy có chữ Nhật vốn được coi là quý hiếm, các bảo tàng khác và các sưu tập tư nhân chỉ có một chiếc thì đã lấy làm vinh hạnh. Vậy nhưng loại tô này ở BTMTCĐ Huế lại có đến 282 chiếc.

### Bộ sưu tập tiền cổ
Có thể nói Bảo tàng Mỹ thuật Cung đình Huế có một bộ sưu tập tiền cổ được sắp xếp theo chuyên đề duy nhất của Việt Nam. Chuyên đề "Tiền tệ lưu hành tại Việt Nam từ thời Bắc thuộc đến triều Nguyễn" giúp cho du khách và các nhà nghiên cứu có cái nhìn mới hơn về sưu tập tiền cổ và phản ánh cuộc sống của người dân Việt lúc bấy giờ.

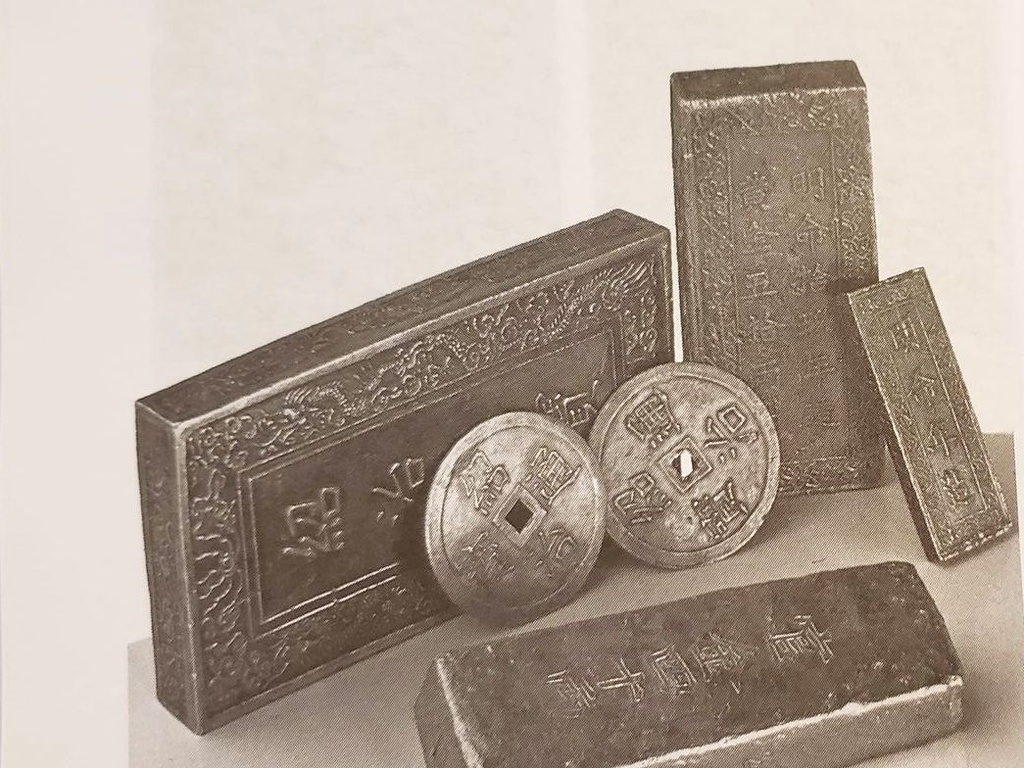
Các thỏi vàng và tiền trong kho báu triều Nguyễn
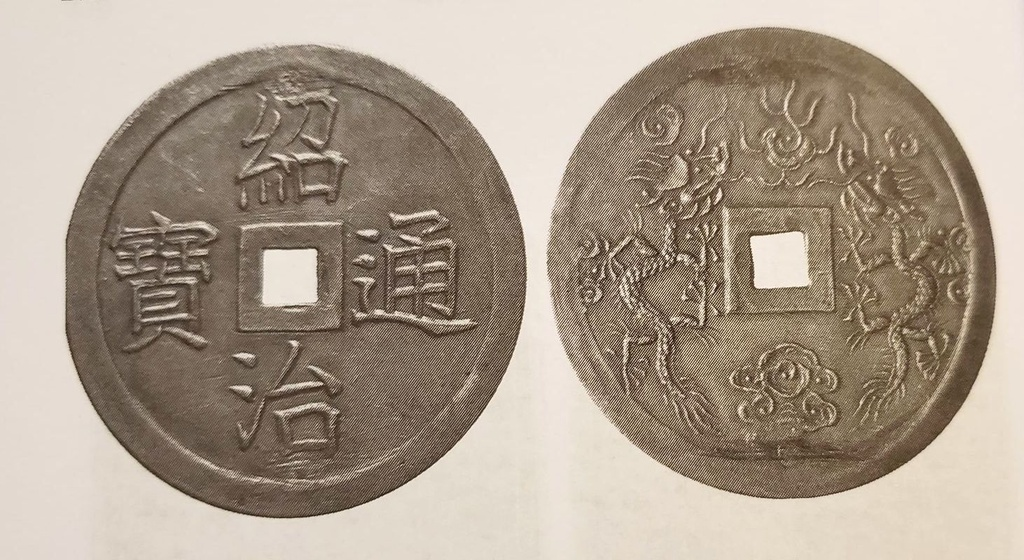
Đồng tiền Song long thời Thiệu Trị (1841 - 1847)

## Hình ảnh một số hiện vật

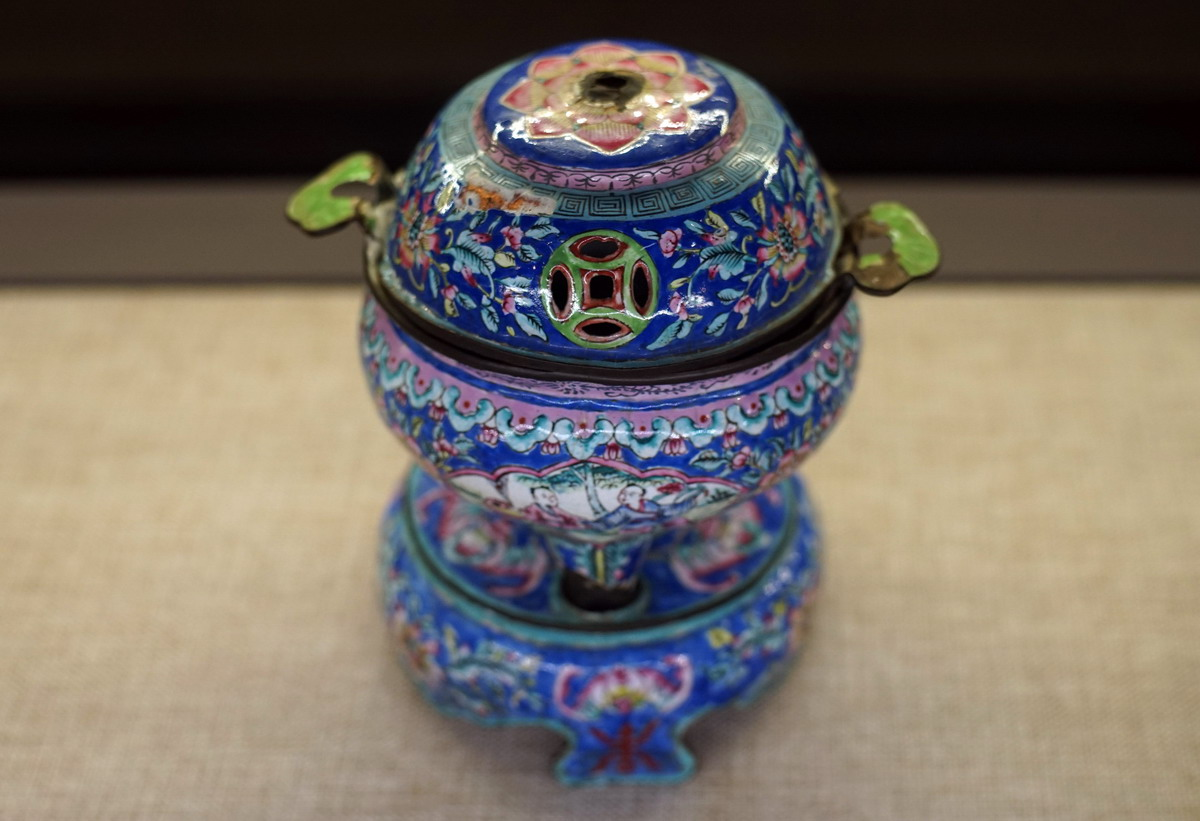
Lư xông trầm pháp lam
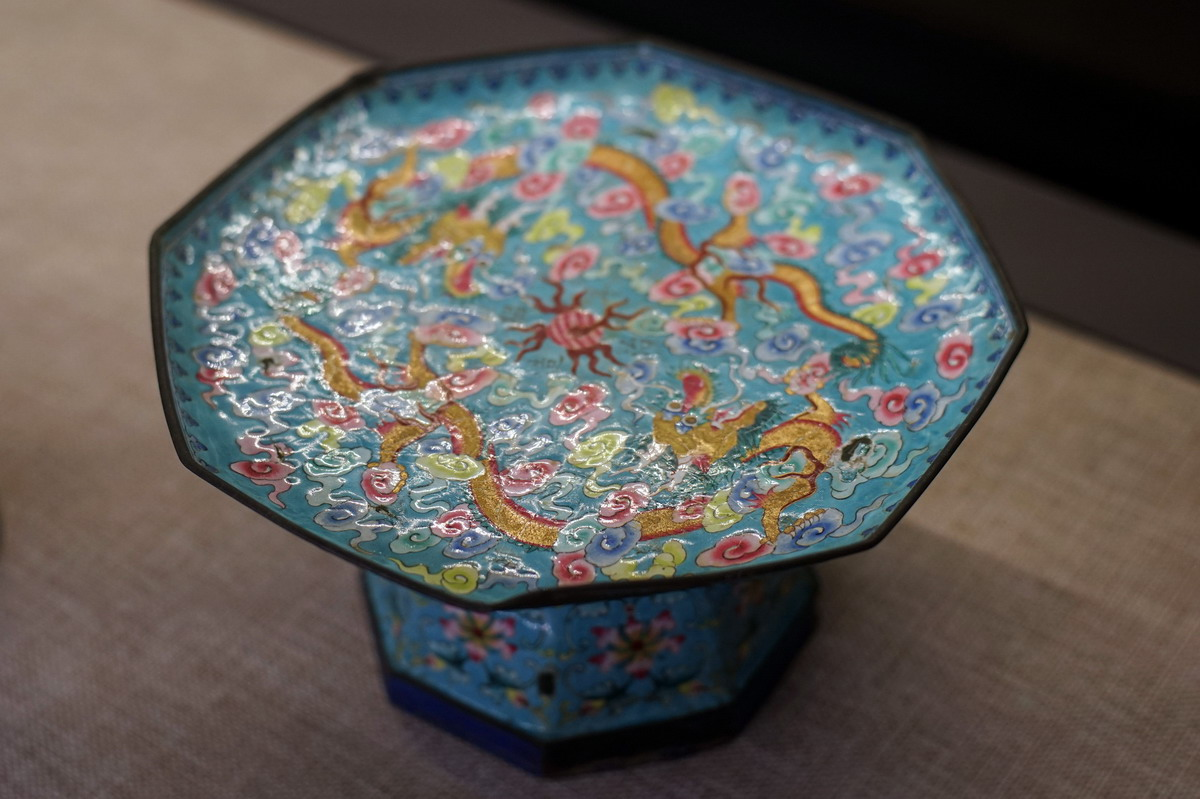
Quả bồng pháp lam
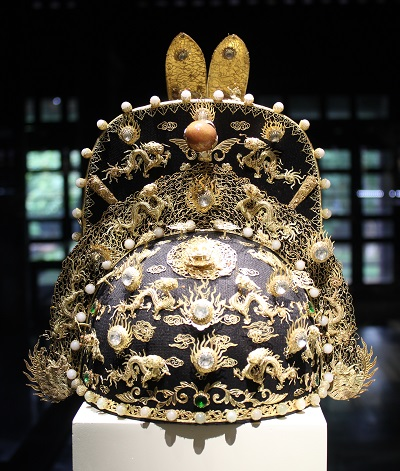
Mũ thượng triều
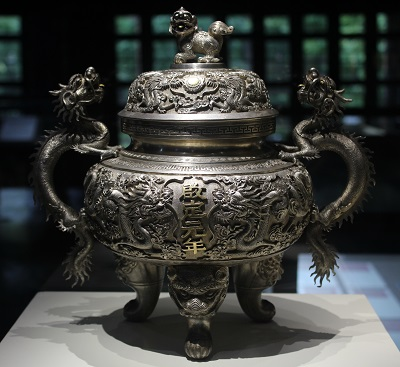
Đỉnh trầm bằng bạc, niên hiệu Khải Định nguyên niên (1916)
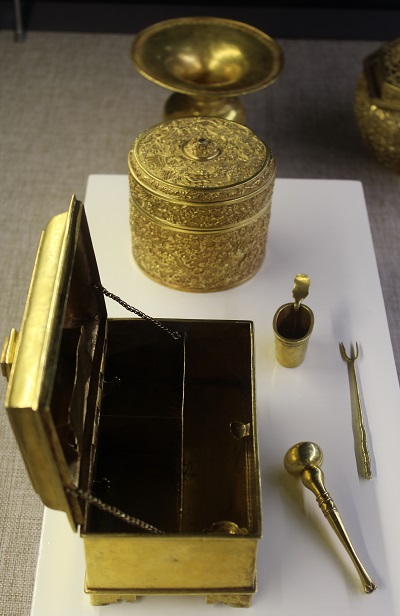
Bộ đồ ăn trầu bằng vàng, gồm cối, chày giã, sêu, đinh xoáy trầu, hộp thuốc
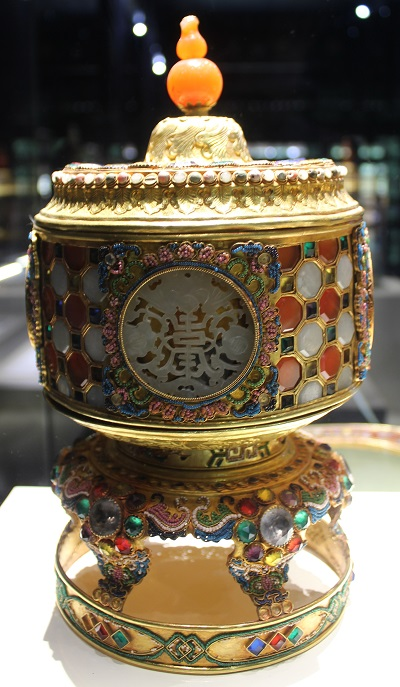
Đài thờ làm bằng vàng, ngọc, đá quý và san hô
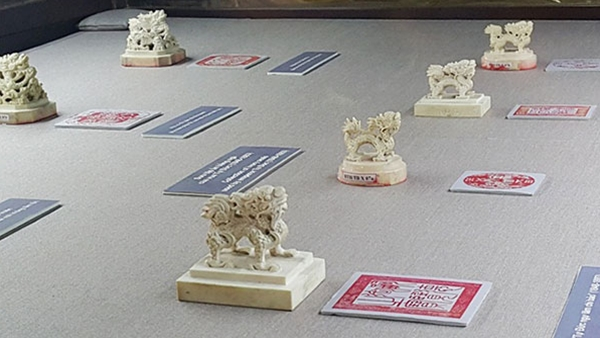
Một số ấn ngà thời Tự Đức hiện đang trưng bày ở Bảo tàng Cổ vật Cung đình Huế
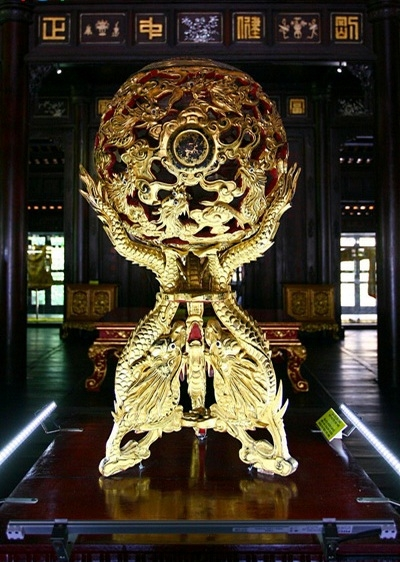
Quả cầu cửu long thời Nguyễn